# Argonautiques (Valerius Flaccus)
Pour les articles homonymes, voir Argonautiques.
Les Argonautiques (en latin Argonautica) sont une épopée latine inachevée en huit livres composée par le poète romain Caius Valerius Flaccus au Ier siècle, et qui relate le voyage des Argonautes, menés par Jason, en quête de la toison d'or.

## Genèse de l'œuvre
Par le sujet qu'il choisit, Caius Valerius Flaccus s'inscrit dans une longue lignée d'épopées consacrées à la quête des Argonautes. Il s'inspire principalement des Argonautiques du poète alexandrin Apollonios de Rhodes, composées au IIIe siècle av. J.-C., et qui avaient été librement traduites en latin par Varron de l'Aude au Ier siècle av. J.-C. Valerius Flaccus s'écarte cependant de ce modèle principal pour proposer sa propre version de certains épisodes : la mort des parents de Jason au chant I, par exemple, est une invention de son cru, et il élabore des détails nouveaux dans les amours de Jason et de Médée. Le style du poète latin qu'est Valerius Flaccus s'inspire principalement de Virgile auquel il fait de multiples allusions ; son goût esthétique, son intérêt pour les mythes peu connus et les légendes orientales, le rapprochent parfois aussi d'Ovide qui l'a probablement influencé.

## Structure
Les Argonautiques, composées en hexamètres latins, se composent de huit livres, dont le huitième semble inachevé.
Au livre I, Pélias a usurpé le trône d'Iolcos en chassant Aeson, père de Jason. Pour éloigner Jason, il lui ordonne d'aller s'emparer de la toison d'or, qui se trouve dans le lointain pays de Colchide, dans le royaume d'Aiétès. Le devin Mopsus délivre des prédictions. Jason rassemble les Argonautes, héros qui s'embarqueront sur le navire Argo, et dont le poète dresse un catalogue. Jason emmène en otage le fils de Pélias, Acaste ; mais celui-ci fait périr les parents de Jason.
Au livre II a lieu l'escale des Argonautes à Lemnos, où le crime des Lemniennes est rappelé. Les Argonautes s'unissent aux Lemniennes, et Jason à la reine Hypsipyle. Le héros Hercule délivre la fille de Laomédon. Les Argonautes progressent dans leur voyage et entrent dans l'Hellespont.
Au livre III, les Argonautes font escale dans le royaume du roi Cyzicos, avec lequel Jason conclut une alliance ; mais une guerre se déclare malgré tout. Mopsus fait une nouvelle prédiction. Les Argonautes accomplissent un sacrifice expiatoire. Plus loin, le héros Hercule perd son compagnon Hylas, enlevé par des Nymphes : il s'attarde à sa recherche et les Argonautes doivent repartir sans lui.
Au livre IV, Hercule comprend grâce à un rêve le destin d'Hylas. De leur côté, les Argonautes font une escale mouvementée chez le peuple féroce des Bébryces. Pollux, au cours d'un duel, tue le roi de Bébryces, Amycus. Les Argonautes rencontrent ensuite le devin Phinée, tourmentée par les Harpyes : les frères Zétès et Calaïs délivrent Phinée et pourchassent les Harpyes au loin. Le chant se termine avec le passage difficile des Symplégades, un détroit dont les rochers s'entrechoquent au passage des navires.
Au livre V, les Argonautes poursuivent leur route et ont des nouvelles d'Hercule, appelé par d'autres exploits à accomplir : il vient de délivrer Prométhée. Les Argonautes arrivent alors en Colchide, où Jason voit le tombeau de Phrixus. Les Argonautes sont reçus par le roi Aiétès, qui leur promet de leur remettre la toison d'or s'ils lui prêtent leur aide dans la guerre qu'il mène contre son frère Persès, qui règne sur les Scythes.
Le livre VI commence par un catalogue des forces armées scythes de Persès. La bataille s'engage entre les armées de Persès et d'Aiétès, et, grâce à l'appui des Argonautes, les Colchidiens sont vainqueurs. Du haut des remparts de la ville, la jeune Médée assiste au combat et notamment aux prouesses de Jason : les déesses Vénus et Junon la font tomber amoureuse du héros.
Au livre VII, Aiétès réclame à Jason une épreuve supplémentaire : il doit dompter deux taureaux et les atteler pour semer les dents du dragon abattu par Cadmos. Médée, qui a des talents de magicienne, sait que Jason ne pourra pas survivre à l'épreuve sans son aide. Vénus, prenant la forme de la magicienne Circé, tante de Médée, conseille à la jeune femme d'écouter sa passion. Médée rencontre Jason secrètement dans le bois sacré de la déesse Hécate et lui offre la magie nécessaire à l'accomplissement de l'épreuve. Jason peut dompter les taureaux, semer les dents du dragon et vaincre les guerriers Spartes qui poussent du sol une fois les dents semées.
Au livre VIII, le lendemain, Médée rejoint les Argonautes et vient à nouveau en aide à Jason : elle endort le dragon qui garde la toison d'or et les Argonautes s'en emparent. Les Argonautes, accompagnés par Médée, prennent la fuite, poursuivis par les armées d'Aiétès. Jason et Médée se marient sur la route, mais reçoivent de mauvais présages. La flotte d'Aiétès, lancée à la poursuite de l'Argo, est dirigée par le frère de Médée, Apsyrtos. Junon déchaîne une tempête pour retarder les poursuivants. Jason se demande s'il doit rendre Médée à son frère pour se défaire de ses poursuivants. Le poème, inachevé, s'arrête à ce moment.

## Analyse
Bien que fondée sur l'épopée d'Apollonios de Rhodes, celle de Valerius Flaccus ancre le voyage de Jason dans des allusions aux réalités et aux légendes romaines. L'environnement de Jason est façonnée par l'idéologie du principat romain. En termes de composition poétique, la structure des aventures de Jason est rapprochée de celle des aventures d'Énée dans l’Énéide : le combat de Jason contre les Scythes renvoie à ceux d'Énée contre les Rutules à son arrivée au Latium, et les amours de Jason avec Hypsipyle puis Médée s'inspirent fortement de l'épisode des amours d'Énée et de Didon, reine de Carthage.
La conception de l'épopée que développe Valerius Flaccus reprend les caractéristiques de l'épopée hellénistique d'un Apollonios de Rhodes, mais l'enrichit par les apports de l'épopée latine de Virgile, par un recours au lyrisme dans les épisodes amoureux et par une tendance au romanesque qui contribuent à renouveler le genre.